# آلاکامیسی فنوآریوو
آلاکامیسی فنوآریوو (به لاتین: Alakamisy Fenoarivo) یک منطقهٔ مسکونی در ماداگاسکار است که در آنالامانگا واقع شده‌است. آلاکامیسی فنوآریوو ۲۵ کیلومتر مربع مساحت و ۲۲٬۵۲۹ نفر جمعیت دارد و ۱٬۲۶۰ متر بالاتر از سطح دریا واقع شده‌است.